# Världsmästerskapen i friidrott 2019
Världsmästerskapen i friidrott 2019 arrangerades i Doha i Qatar mellan 27 september och 6 oktober 2019. De avgjordes på Khalifa International Stadium, som också används för Qatars fotbollslandslag och Fotbolls-VM 2022. Detta var den 17:e upplagan av tävlingarna.
Nytt för dessa tävlingar var grenen 4 × 400 meter mixed stafett.

## Kandidater
Följande städer sökte:
- Barcelona, Spanien
- Doha, Qatar
- Eugene (Oregon), USA.

Valet av arrangörsstad gjordes av IAAF i november 2014 under en konferens i Monaco.

## Program
| Q | Kval | H | Försöksheat | ½ | Semifinal | F | Final |

| Gren ↓         | Fre 27/9 | Fre 27/9 | Lör 28/9 | Lör 28/9 | Sön 29/9 | Mån 30/9 | Tis 1/10 | Ons 2/10 | Ons 2/10 | Tors 3/10 | Fre 4/10 | Lör 5/10 | Sön 6/10 |
| -------------- | -------- | -------- | -------- | -------- | -------- | -------- | -------- | -------- | -------- | --------- | -------- | -------- | -------- |
| 100 m          | Q        | H        | ½        | F        |          |          |          |          |          |           |          |          |          |
| 200 m          |          |          |          |          | H        | ½        | F        |          |          |           |          |          |          |
| 400 m          |          |          |          |          |          |          | H        | ½        | ½        |           | F        |          |          |
| 800 m          |          |          | H        | H        | ½        |          | F        |          |          |           |          |          |          |
| 1 500 m        |          |          |          |          |          |          |          |          |          | H         | ½        |          | F        |
| 5 000 m        | H        | H        |          |          |          | F        |          |          |          |           |          |          |          |
| 10 000 m       |          |          |          |          |          |          |          |          |          |           |          |          | F        |
| Maraton        |          |          |          |          |          |          |          |          |          |           |          | F        |          |
| 110 m häck     |          |          |          |          |          | H        |          | ½        | F        |           |          |          |          |
| 400 m häck     | H        | H        | ½        | ½        |          | F        |          |          |          |           |          |          |          |
| 3 000 m hinder |          |          |          |          |          |          | H        |          |          |           | F        |          |          |
| 4 × 100 m      |          |          |          |          |          |          |          |          |          |           | H        | F        |          |
| 4 × 400 m      |          |          |          |          |          |          |          |          |          |           |          | H        | F        |
| 20 km gång     |          |          |          |          |          |          |          |          |          |           | F        |          |          |
| 50 km gång     |          |          | F        | F        |          |          |          |          |          |           |          |          |          |
| Höjdhopp       |          |          |          |          |          |          | Q        |          |          |           | F        |          |          |
| Stavhopp       |          |          | Q        | Q        |          |          | F        |          |          |           |          |          |          |
| Längdhopp      | Q        | Q        | F        | F        |          |          |          |          |          |           |          |          |          |
| Tresteg        | Q        | Q        |          |          | F        |          |          |          |          |           |          |          |          |
| Kula           |          |          |          |          |          |          |          |          |          | Q         |          | F        |          |
| Diskus         |          |          | Q        | Q        |          | F        |          |          |          |           |          |          |          |
| Slägga         |          |          |          |          |          |          | Q        | F        | F        |           |          |          |          |
| Spjut          |          |          |          |          |          |          |          |          |          |           |          | Q        | F        |
| Tiokamp        |          |          |          |          |          |          |          | F        | F        | F         |          |          |          |

| Gren ↓    | Fre 27/9 | Lör 28/9 | Sön 29/9 | Mån 30/9 | Tis 1/10 | Ons 2/10 | Tors 3/10 | Fre 4/10 | Lör 5/10 | Sön 6/10 |
| --------- | -------- | -------- | -------- | -------- | -------- | -------- | --------- | -------- | -------- | -------- |
| 4 × 400 m |          | H        | F        |          |          |          |           |          |          |          |

| Gren ↓         | Fre 27/9 | Lör 28/9 | Sön 29/9 | Sön 29/9 | Mån 30/9 | Tis 1/10 | Ons 2/10 | Tors 3/10 | Fre 4/10 | Lör 5/10 | Sön 6/10 | Sön 6/10 |
| -------------- | -------- | -------- | -------- | -------- | -------- | -------- | -------- | --------- | -------- | -------- | -------- | -------- |
| 100 m          |          | H        | ½        | F        |          |          |          |           |          |          |          |          |
| 200 m          |          |          |          |          | H        | ½        | F        |           |          |          |          |          |
| 400 m          |          |          |          |          | H        | ½        |          | F         |          |          |          |          |
| 800 m          | H        | ½        |          |          | F        |          |          |           |          |          |          |          |
| 1 500 m        |          |          |          |          |          |          | H        | ½         |          | F        |          |          |
| 5 000 m        |          |          |          |          |          |          | H        |           |          | F        |          |          |
| 10 000 m       |          | F        |          |          |          |          |          |           |          |          |          |          |
| Maraton        | F        |          |          |          |          |          |          |           |          |          |          |          |
| 100 m häck     |          |          |          |          |          |          |          |           |          | H        | ½        | F        |
| 400 m häck     |          |          |          |          |          | H        | ½        |           | F        |          |          |          |
| 3 000 m hinder | H        |          |          |          | F        |          |          |           |          |          |          |          |
| 4 × 100 m      |          |          |          |          |          |          |          |           | H        | F        |          |          |
| 4 × 400 m      |          |          |          |          |          |          |          |           |          | H        | F        | F        |
| 20 km gång     |          |          | F        | F        |          |          |          |           |          |          |          |          |
| 50 km gång     |          | F        |          |          |          |          |          |           |          |          |          |          |
| Höjdhopp       | Q        |          |          |          | F        |          |          |           |          |          |          |          |
| Stavhopp       | Q        |          | F        | F        |          |          |          |           |          |          |          |          |
| Längdhopp      |          |          |          |          |          |          |          |           |          | Q        | F        | F        |
| Tresteg        |          |          |          |          |          |          |          | Q         |          | F        |          |          |
| Kula           |          |          |          |          |          |          | Q        | F         |          |          |          |          |
| Diskus         |          |          |          |          |          |          | Q        |           | F        |          |          |          |
| Slägga         | Q        | F        |          |          |          |          |          |           |          |          |          |          |
| Spjut          |          |          |          |          | Q        | F        |          |           |          |          |          |          |
| Sjukamp        |          |          |          |          |          |          | F        | F         |          |          |          |          |

## Resultat och medaljfördelning

### Män

#### Gång- och löpgrenar
| Gren                | Guld | Silver                                                                                      | Brons                                                                                       |
| ------------------- | --- | ------------------------------------------------------------------------------------------- | ------------------------------------------------------------------------------------------- |
| 100 m detaljer      | Christian Coleman (USA)                                                                                           | Justin Gatlin (USA)                                                                         | Andre De Grasse (CAN)                                                                       |
| 100 m detaljer      | 9,76 s 0VB0 | 9,89 s                                                                                      | 9,90 s 0PB0                                                                                 |
| 200 m detaljer      | Noah Lyles (USA)                                                                                                  | Andre De Grasse (CAN)                                                                       | Alex Quiñónez (ECU)                                                                         |
| 200 m detaljer      | 19,83 s | 19,95 s                                                                                     | 19,98 s                                                                                     |
| 400 m detaljer      | Steven Gardiner (BAH)                                                                                             | Anthony Zambrano (COL)                                                                      | Fred Kerley (USA)                                                                           |
| 400 m detaljer      | 43,48 s 0NR0 | 44,15 s 0AR0                                                                                | 44,17 s                                                                                     |
| 800 m detaljer      | Donavan Brazier (USA)                                                                                             | Amel Tuka (BIH)                                                                             | Ferguson Cheruiyot Rotich (KEN)                                                             |
| 800 m detaljer      | 1.42,34 0MR0 | 1.43,47 0SB0                                                                                | 1.43,82                                                                                     |
| 1 500 m detaljer    | Timothy Cheruiyot (KEN)                                                                                           | Taoufik Makhloufi (ALG)                                                                     | Marcin Lewandowski (POL)                                                                    |
| 1 500 m detaljer    | 3.29,26 | 3.31,38 0SB0                                                                                | 3.31,46 0NR0                                                                                |
| 5 000 m detaljer    | Muktar Edris (ETH)                                                                                                | Selemon Barega (ETH)                                                                        | Mohammed Ahmed (CAN)                                                                        |
| 5 000 m detaljer    | 12.58,85 0SB0 | 12.59,70                                                                                    | 13.01,11                                                                                    |
| 10 000 m detaljer   | Joshua Cheptegei (UGA)                                                                                            | Yomif Kejelcha (ETH)                                                                        | Rhonex Kipruto (KEN)                                                                        |
| 10 000 m detaljer   | 26.48,36 0VB0 | 26.49,34 0PB0                                                                               | 26.50,32                                                                                    |
| Maraton             | Lelisa Desisa (ETH)                                                                                               | Mosinet Geremew (ETH)                                                                       | Amos Kipruto (KEN)                                                                          |
| Maraton             | 2:10.40 h 0SB0 | 2:10.44 h                                                                                   | 2:10.51 h                                                                                   |
| 110 m häck detaljer | Grant Holloway (USA)                                                                                              | Sergej Sjubenkov (ANA)                                                                      | Pascal Martinot-Lagarde (FRA) · Orlando Ortega (ESP)                                        |
| 110 m häck detaljer | 13,10 s | 13,15 s                                                                                     | 13,18 s respektive 13,30 s                                                                  |
| 400 m häck          | Karsten Warholm (NOR)                                                                                             | Rai Benjamin (USA)                                                                          | Abderrahman Samba (QAT)                                                                     |
| 400 m häck          | 47,42 s | 47,66 s                                                                                     | 48,03 s                                                                                     |
| 3 000 m hinder      | Conseslus Kipruto (KEN)                                                                                           | Lamecha Girma (ETH)                                                                         | Soufiane El Bakkali (MAR)                                                                   |
| 3 000 m hinder      | 8.01,35 0VB0 | 8.01,36 0NR0                                                                                | 8.03,76                                                                                     |
| 4 × 100 m           | USA (USA) Christian Coleman Justin Gatlin Michael Rodgers Noah Lyles Cravon Gillespie*                            | Storbritannien (GBR) Adam Gemili Zharnel Hughes Richard Kilty Nethaneel Mitchell-Blake      | Japan (JPN) Shuhei Tada Kirara Shiraishi Yoshihide Kiryu Abdul Hakim Sani Brown Yuki Koike* |
| 4 × 100 m           | 37,10 s 0VB0 | 37,36 s 0AR0                                                                                | 37,43 s 0AR0                                                                                |
| 4 × 400 m           | USA (USA) Fred Kerley Michael Cherry Wilbert London Rai Benjamin Tyrell Richard* Vernon Norwood* Nathan Strother* | Jamaica (JAM) Akeem Bloomfield Nathon Allen Terry Ricardo Thomas Demish Gaye Javon Francis* | Belgien (BEL) Jonathan Sacoor Robin Vanderbemden Dylan Borlée Kevin Borlée Julien Watrin*   |
| 4 × 400 m           | 2.56,69 min 0VB0                                                                                                  | 2.57,90 min 0SB0                                                                            | 2.58,78 min 0SB0                                                                            |
| 20 km gång          | Toshikazu Yamanishi (JPN)                                                                                         | Vasilij Mizinov (ANA)                                                                       | Perseus Karlström (SWE)                                                                     |
| 20 km gång          | 1:26.34 | 1:26.49                                                                                     | 1:27.00                                                                                     |
| 50 km gång detaljer | Yusuke Suzuki (JPN)                                                                                               | João Vieira (POR)                                                                           | Evan Dunfee (CAN)                                                                           |
| 50 km gång detaljer | 4:04.20 | 4:04.59                                                                                     | 4:05.02                                                                                     |

#### Teknikgrenar
| Gren        | Guld                     | Silver                 | Brons                        |
| Hoppgrenar  | Hoppgrenar               | Hoppgrenar             | Hoppgrenar                   |
| ----------- | ------------------------ | ---------------------- | ---------------------------- |
| Längdhopp   | Tajay Gayle (JAM)        | Jeff Henderson (USA)   | Juan Miguel Echevarría (CUB) |
| Längdhopp   | 8,69 m 0VB0              | 8,39 m 0SB0            | 8,34 m                       |
| Tresteg     | Christian Taylor (USA)   | Will Claye (USA)       | Hugues Fabrice Zango (BUR)   |
| Tresteg     | 17,92 m 0SB0             | 17,74 m                | 17,66 m 0AR0                 |
| Höjdhopp    | Mutaz Essa Barshim (QAT) | Michail Akimenko (ANA) | Ilja Ivanjuk (ANA)           |
| Höjdhopp    | 2,37 m 0VB0              | 2,35 m 0PB0            | 2,35 m 0PB0                  |
| Stavhopp    | Sam Kendricks (USA)      | Armand Duplantis (SWE) | Piotr Lisek (POL)            |
| Stavhopp    | 5,97 m                   | 5,97 m                 | 5,87 m                       |
| Kastgrenar  |                          |                        |                              |
| Kulstötning | Joe Kovacs (USA)         | Ryan Crouser (USA)     | Tomas Walsh (NZL)            |
| Kulstötning | 22,91 m 0MR0             | 22,90 m (22,71 m) 0PB0 | 22,90 m (22,56 m) 0AR0       |
| Diskus      | Daniel Ståhl (SWE)       | Fedrick Dacres (JAM)   | Lukas Weißhaidinger (AUT)    |
| Diskus      | 67,59 m                  | 66,94 m                | 66,82 m                      |
| Slägga      | Paweł Fajdek (POL)       | Quentin Bigot (FRA)    | Bence Halász (HUN)           |
| Slägga      | 80,50 m                  | 78,19 m 0SB0           | 78,18 m                      |
| Spjut       | Anderson Peters (GRN)    | Magnus Kirt (EST)      | Johannes Vetter (GER)        |
| Spjut       | 89,89 m                  | 86,21 m                | 85,37 m                      |
| Mångkamp    |                          |                        |                              |
| Tiokamp     | Niklas Kaul (GER)        | Maicel Uibo (EST)      | Damian Warner (CAN)          |
| Tiokamp     | 8 691 p 0PB0             | 8 604 p 0PB0           | 8 529 p                      |

### Kvinnor

#### Gång- och löpgrenar
| Gren           | Guld | Silver | Brons |
| -------------- | --- | --- | --- |
| 100 m          | Shelly-Ann Fraser-Pryce (JAM) | Dina Asher-Smith (GBR)                                                                                                   | Marie-Josée Ta Lou (CIV)                                                                                 |
| 100 m          | 10,71 s 0VB0 | 10,83 s 0NR0 | 10,90 s                                                                                                  |
| 200 m          | Dina Asher-Smith (GBR) | Brittany Brown (USA) | Mujinga Kambundji (SUI)                                                                                  |
| 200 m          | 21,88 0NR0 | 22,22 0PB0 | 22,51 |
| 400 m          | Salwa Eid Naser (BHR) | Shaunae Miller-Uibo (BAH)                                                                                                | Shericka Jackson (JAM)                                                                                   |
| 400 m          | 48,14 0AR0VB0 | 48,37 0AR0 | 49,47 0PB0                                                                                               |
| 800 m          | Halimah Nakaayi (UGA) | Raevyn Rogers (USA) | Ajee Wilson (USA)                                                                                        |
| 800 m          | 1.58,04 0NR0 | 1.58,18 0SB0 | 1.58,84                                                                                                  |
| 1 500 m        | Sifan Hassan (NED) | Faith Kipyegon (KEN) | Gudaf Tsegay (ETH)                                                                                       |
| 1 500 m        | 3.51,95 0MR0 | 3.54,22 0NR0 | 3.54,38 0PB0                                                                                             |
| 5 000 m        | Hellen Obiri (KEN) | Margaret Chelimo Kipkemboi (KEN)                                                                                         | Konstanze Klosterhalfen (GER)                                                                            |
| 5 000 m        | 14.26,72 0MR0 | 14.27,49 0PB0 | 14.28,43                                                                                                 |
| 10 000 m       | Sifan Hassan (NED) | Letesenbet Gidey (ETH)                                                                                                   | Agnes Tirop (KEN)                                                                                        |
| 10 000 m       | 30.17,62 0VB0 | 30.21,23 0PB0 | 30.25,20 0PB0                                                                                            |
| Maraton        | Ruth Chepngetich (KEN) | Rose Chelimo (BHR) | Helalia Johannes (NAM)                                                                                   |
| Maraton        | 2:32.43 | 2:33.46 | 2:34.15                                                                                                  |
| 100 m häck     | Nia Ali (USA) | Kendra Harrison (USA) | Danielle Williams (JAM)                                                                                  |
| 100 m häck     | 12,34 s 0PB0 | 12,46 | 12,47 |
| 400 m häck     | Dalilah Muhammad (USA) | Sydney McLaughlin (USA)                                                                                                  | Rushell Clayton (JAM)                                                                                    |
| 400 m häck     | 52,16 s 0VR0 | 52,23 s | 53,74 s 0PB0                                                                                             |
| 3 000 m hinder | Beatrice Chepkoech (KEN) | Emma Coburn (USA) | Gesa Felicitas Krause (GER)                                                                              |
| 3 000 m hinder | 8.57,84 0MR0 | 9.02,35 0PB0 | 9.03,30 0NR0                                                                                             |
| 4 × 100 m      | Jamaica (JAM) Natalliah Whyte Shelly-Ann Fraser-Pryce Jonielle Smith Shericka Jackson                                                       | Storbritannien (GBR) Asha Philip Dina Asher-Smith Ashleigh Nelson Daryll Neita                                           | USA (USA) Dezerea Bryant Teahna Daniels Morolake Akinosun Kiara Parker                                   |
| 4 × 100 m      | 41,44 s 0VR0 | 41,85 s 0SB0 | 42,10 s 0SB0                                                                                             |
| 4 × 400 m      | USA (USA) Phyllis Francis Sydney McLaughlin Dalilah Muhammad Wadeline Jonathas Jessica Beard* Allyson Felix* Kendall Ellis* Courtney Okolo* | Polen (POL) Iga Baumgart-Witan Patrycja Wyciszkiewicz Małgorzata Hołub-Kowalik Justyna Święty-Ersetic Anna Kiełbasińska* | Jamaica (JAM) Anastasia Le-Roy Tiffany James Stephenie Ann McPherson Shericka Jackson Roneisha McGregor* |
| 4 × 400 m      | 3.18,92 min 0VB0 | 3.21,89 min 0NR0 | 3.22,37 min 0SB0                                                                                         |
| 20 km gång     | Hong Liu (CHN) | Shenjie Qieyang (CHN) | Liujing Yang (CHN)                                                                                       |
| 20 km gång     | 1:32.53 | 1:33.10 | 1:33.17                                                                                                  |
| 50 km gång     | Rui Liang (CHN) | Maocuo Li (CHN) | Eleonora Giorgi (ITA)                                                                                    |
| 50 km gång     | 4:23.26 | 4:26.40 | 4:29.13                                                                                                  |

#### Teknikgrenar
| Gren        | Guld                            | Silver                      | Brons                     |
| Hoppgrenar  | Hoppgrenar                      | Hoppgrenar                  | Hoppgrenar                |
| ----------- | ------------------------------- | --------------------------- | ------------------------- |
| Längdhopp   | Malaika Mihambo (GER)           | Maryna Bech-Romantjuk (UKR) | Ese Brume (NGR)           |
| Längdhopp   | 7,30 m 0VB0                     | 6,92 m 0SB0                 | 6,91 m                    |
| Tresteg     | Yulimar Rojas (VEN)             | Shanieka Ricketts (JAM)     | Caterine Ibargüen (COL)   |
| Tresteg     | 15,37 m                         | 14,92 m                     | 14,73 m                   |
| Höjdhopp    | Marija Lasitskene (ANA)         | Jaroslava Mahutjich (UKR)   | Vashti Cunningham (USA)   |
| Höjdhopp    | 2,04 m                          | 2,04 m 0VR U200             | 2,00 m 0PB0               |
| Stavhopp    | Anzjelika Sidorova (ANA)        | Sandi Morris (USA)          | Ekaterini Stefanidi (GRE) |
| Stavhopp    | 4,95 m 0VB0                     | 4,90 m 0SB0                 | 4,85 m 0SB0               |
| Kastgrenar  |                                 |                             |                           |
| Kulstötning | Gong Lijiao (CHN)               | Danniel Thomas-Dodd (JAM)   | Christina Schwanitz (GER) |
| Kulstötning | 19,55 m                         | 19,47 m                     | 19,17 m                   |
| Diskus      | Yaime Pérez (CUB)               | Denia Caballero (CUB)       | Sandra Perković (CRO)     |
| Diskus      | 69,17 m                         | 68,44 m                     | 66,72 m                   |
| Slägga      | DeAnna Price (USA)              | Joanna Fiodorow (POL)       | Wang Zheng (CHN)          |
| Slägga      | 77,54 m                         | 76,35 m 0PB0                | 74,76 m                   |
| Spjut       | Kelsey-Lee Barber (AUS)         | Liu Shiying (CHN) 0SB0      | Lü Huihui (CHN)           |
| Spjut       | 66,65 m                         | 65,88 m                     | 65,49 m                   |
| Mångkamp    |                                 |                             |                           |
| Sjukamp     | Katarina Johnson-Thompson (GBR) | Nafissatou Thiam (BEL)      | Verena Preiner (AUT)      |
| Sjukamp     | 6 981 p 0VB0NR0                 | 6 677 p                     | 6 560 p                   |

### Mixed

#### Stafetter
| Gren      | Guld                                                                         | Silver                                                                           | Brons                                                                             |
| --------- | ---------------------------------------------------------------------------- | -------------------------------------------------------------------------------- | --------------------------------------------------------------------------------- |
| 4 × 400 m | USA (USA) · Wilbert London · Allyson Felix · Courtney Okolo · Michael Cherry | Jamaica (JAM) · Nathon Allen · Roneisha McGregor · Tiffany James · Javon Francis | Bahrain (BRN) · Musa Isah · Aminat Jamal · Salwa Eid Naser · Abbas Abubakar Abbas |
| 4 × 400 m | 3.09,34 0VR0                                                                 | 3.11,78 0NR0                                                                     | 3.11,82 0AR0                                                                      |

## Medaljtabell
| Pl.   | Nation                       | Guld | Silver | Brons | Totalt |
| ----- | ---------------------------- | ---- | ------ | ----- | ------ |
| 1     | USA                          | 14   | 11     | 4     | 29     |
| 2     | Kenya                        | 5    | 2      | 4     | 11     |
| 3     | Jamaica                      | 3    | 5      | 4     | 12     |
| 4     | Kina                         | 3    | 3      | 3     | 9      |
| 5     | Etiopien                     | 2    | 5      | 1     | 8      |
| –     | Authorised Neutral Athletes* | 2    | 3      | 1     | 6      |
| 6     | Storbritannien               | 2    | 3      | 0     | 5      |
| 7     | Tyskland                     | 2    | 0      | 4     | 6      |
| 8     | Japan                        | 2    | 0      | 1     | 3      |
| 9     | Nederländerna                | 2    | 0      | 0     | 2      |
| 9     | Uganda                       | 2    | 0      | 0     | 2      |
| 11    | Polen                        | 1    | 2      | 3     | 6      |
| 12    | Bahrain                      | 1    | 1      | 1     | 3      |
| 12    | Kuba                         | 1    | 1      | 1     | 3      |
| 12    | Sverige                      | 1    | 1      | 1     | 3      |
| 15    | Bahamas                      | 1    | 1      | 0     | 2      |
| 16    | Qatar                        | 1    | 0      | 1     | 2      |
| 17    | Australien                   | 1    | 0      | 0     | 1      |
| 17    | Grenada                      | 1    | 0      | 0     | 1      |
| 17    | Norge                        | 1    | 0      | 0     | 1      |
| 17    | Venezuela                    | 1    | 0      | 0     | 1      |
| 21    | Estland                      | 0    | 2      | 0     | 2      |
| 21    | Ukraina                      | 0    | 2      | 0     | 2      |
| 23    | Kanada                       | 0    | 1      | 4     | 5      |
| 24    | Belgien                      | 0    | 1      | 1     | 2      |
| 24    | Colombia                     | 0    | 1      | 1     | 2      |
| 24    | Frankrike                    | 0    | 1      | 1     | 2      |
| 27    | Algeriet                     | 0    | 1      | 0     | 1      |
| 27    | Bosnien och Hercegovina      | 0    | 1      | 0     | 1      |
| 27    | Portugal                     | 0    | 1      | 0     | 1      |
| 30    | Österrike                    | 0    | 0      | 2     | 2      |
| 31    | Burkina Faso                 | 0    | 0      | 1     | 1      |
| 31    | Ecuador                      | 0    | 0      | 1     | 1      |
| 31    | Elfenbenskusten              | 0    | 0      | 1     | 1      |
| 31    | Grekland                     | 0    | 0      | 1     | 1      |
| 31    | Italien                      | 0    | 0      | 1     | 1      |
| 31    | Kroatien                     | 0    | 0      | 1     | 1      |
| 31    | Marocko                      | 0    | 0      | 1     | 1      |
| 31    | Namibia                      | 0    | 0      | 1     | 1      |
| 31    | Nigeria                      | 0    | 0      | 1     | 1      |
| 31    | Nya Zeeland                  | 0    | 0      | 1     | 1      |
| 31    | Schweiz                      | 0    | 0      | 1     | 1      |
| 31    | Spanien                      | 0    | 0      | 1     | 1      |
| 31    | Ungern                       | 0    | 0      | 1     | 1      |
| Total | Total                        | 49   | 49     | 51    | 149    |

- ANA inräknas inte i IAAF:s officiella medaljstatistik.